# Halterofilia en los Juegos Olímpicos de Londres 2012 – Menos de 69 kg masculino
El evento de menos de 69 kg masculino de halterofilia en los Juegos Olímpicos de Londres 2012 tuvo lugar el 31 de julio en el Centro de Exposiciones ExCeL.

## Horario
Todos los horarios están en Tiempo Británico (UTC+1)
| Fecha               | Tiempo | Ronda   |
| ------------------- | ------ | ------- |
| 31 de julio de 2012 | 10:00  | Grupo B |
| 31 de julio de 2012 | 19:00  | Grupo A |

## Resultados
| Rank              | Atleta                         | Grupo | Peso corporal | Arrebato (kg) | Arrebato (kg) | Arrebato (kg) | Arrebato (kg) | Tirón (kg) | Tirón (kg) | Tirón (kg) | Tirón (kg) | Total |
| Rank              | Atleta                         | Grupo | Peso corporal | 1             | 2             | 3             | Resultado     | 1          | 2          | 3          | Resultado  | Total |
| ----------------- | ------------------------------ | ----- | ------------- | ------------- | ------------- | ------------- | ------------- | ---------- | ---------- | ---------- | ---------- | ----- |
| Medalla de oro    | Lin Qingfeng (CHN)             | A     | 67.79         | 152           | 155           | 157           | 157           | 182        | 187        | 198        | 187        | 344   |
| Medalla de plata  | Triyatno (INA)                 | A     | 68.88         | 145           | 150           | 150           | 145           | 181        | 186        | 188        | 188        | 333   |
| Medalla de bronce | Răzvan Martin (ROU)            | A     | 68.61         | 149           | 152           | 152           | 152           | 177        | 180        | 182        | 180        | 332   |
| 4                 | Kim Myong-Hyok (PRK)           | B     | 68.78         | 140           | 145           | 145           | 145           | 177        | 184        | 187        | 184        | 329   |
| 5                 | Junior Sánchez (VEN)           | B     | 68.67         | 145           | 148           | 148           | 148           | 172        | 176        | 180        | 180        | 328   |
| 6                 | Mete Binay (TUR)               | A     | 68.70         | 150           | 150           | 153           | 150           | 175        | 180        | 180        | 175        | 325   |
| 7                 | Won Jeong-Sik (KOR)            | A     | 68.73         | 144           | 147           | 147           | 144           | 178        | 186        | 187        | 178        | 322   |
| 8                 | Sardar Hasanov (AZE)           | B     | 68.77         | 138           | 145           | 150           | 145           | 167        | 176        | 181        | 176        | 321   |
| 9                 | Briken Calja (ALB)             | A     | 68.96         | 143           | 146           | 146           | 143           | 173        | 174        | 177        | 177        | 320   |
| 10                | Mohamed Abdelbaki (EGY)        | A     | 68.97         | 141           | 145           | 145           | 145           | 171        | 176        | 176        | 171        | 316   |
| 11                | Kim Kum-Sok (PRK)              | A     | 68.61         | 140           | 140           | 145           | 140           | 175        | 181        | 181        | 175        | 315   |
| 12                | Deni (INA)                     | A     | 67.63         | 140           | 140           | 145           | 140           | 170        | 171        | 177        | 171        | 311   |
| 13                | Daniyar Ismayilov (TKM)        | B     | 68.06         | 140           | 145           | 150           | 145           | 160        | 165        | 170        | 165        | 310   |
| 14                | Doyler Sánchez (COL)           | B     | 68.11         | 135           | 138           | 140           | 138           | 170        | 170        | 174        | 170        | 308   |
| 15                | Katulu Ravi Kumar (IND)        | B     | 68.67         | 136           | 141           | 141           | 136           | 167        | 176        | 176        | 167        | 303   |
| 16                | Atthaphon Daengchanthuek (THA) | B     | 68.83         | 130           | 135           | 135           | 130           | 165        | 170        | 170        | 170        | 300   |
| 17                | Gareth Evans (GBR)             | B     | 68.31         | 125           | 130           | 133           | 130           | 153        | 158        | 160        | 158        | 288   |
| 18                | Bünyamin Sezer (TUR)           | B     | 66.95         | 120           | 125           | 130           | 130           | 135        | 145        | 153        | 145        | 275   |
| —                 | Arakel Mirzoyan (ARM)          | A     | 68.73         | 148           | 148           | 151           | 148           | 177        | 177        | 181        | —          | —     |
| —                 | Daniel Godelli (ALB)           | A     | 68.49         | 142           | 145           | 145           | —             | —          | —          | —          | —          | —     |
| —                 | Afgan Bayramov (AZE)           | A     | 68.54         | 142           | 142           | 142           | —             | —          | —          | —          | —          | —     |
| —                 | Bakhram Mendibaev (UZB)        | B     | 68.69         | 135           | 135           | 135           | —             | —          | —          | —          | —          | —     |
| —                 | Vencelas Dabaya (FRA)          | A     | 68.66         | 135           | 135           | 135           | —             | —          | —          | —          | —          | —     |
| —                 | Bernardin Kingue Matam (FRA)   | A     | 68.32         | 143           | 143           | 144           | —             | —          | —          | —          | —          | —     |